# 白雲仙館

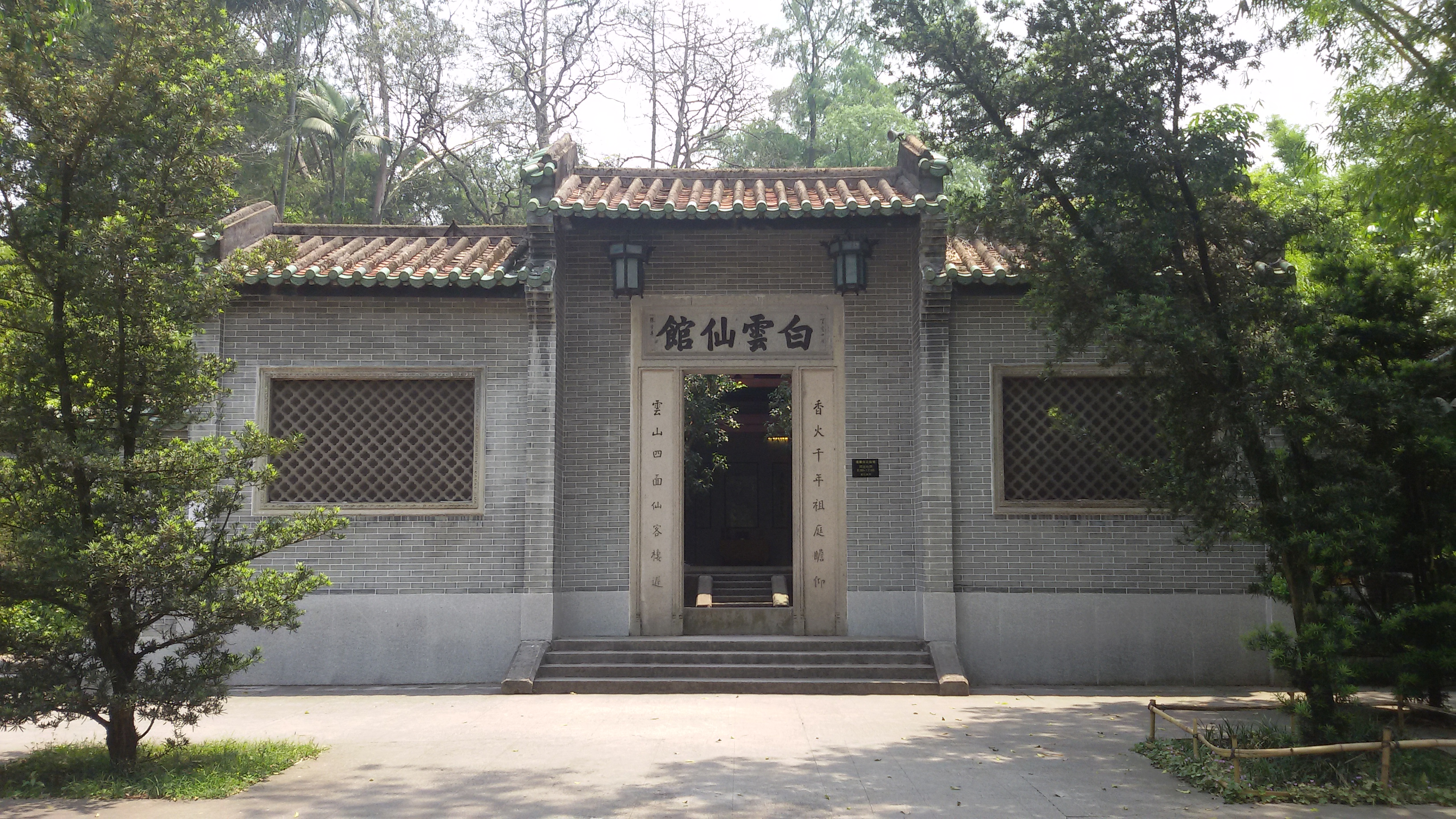
重修的白雲仙館外觀

白雲仙館，是廣州市的一座道觀建築，位於廣州越秀登峰麓湖公園麓湖路。

## 歷史
其始建于清嘉慶十七年（1812），仙館初為廣州文人墨客雅集之地。後在內供奉八仙之一的呂洞賓，並有道士主持管理。
1900年代初曾毀，1946年修復，時中山大學校長鄒魯題有石刻。
文革期間遭到徹底破壞，到1984～1985年間經市政府撥資金修復，作為觀光景點重開。後曾被外包做竹林餐厅。
2014年，广州市道教协会与广州市白云山麓湖公园管理处签订移交管理协议，建築轉交道教打理。经过重修，於2016年1月18日恢復開放，當日舉行了神像开光法会。广州道教养生公益团白云仙馆养生基地同時在館設立。

## 位置
所在地方舊日為上白雲山必經之路。直上是姑嫂墳、百步梯、能仁寺。

## 建築
仙館依山臨湖而建，結構玲瓏有致，極具仙山洞府韻味。山門有對聯「香火千年祖庭瞻仰 雲山四面仙客棲遲」。